# Sławomir Najnigier
Sławomir Bogdan Najnigier (ur. 19 kwietnia 1958 w Kowarach) – polski polityk, urzędnik państwowy i samorządowiec.

## Życiorys
Ukończył studia na Wydziale Podstawowych Problemów Techniki Politechniki Wrocławskiej. Był członkiem Studenckiego Komitetu Solidarności we Wrocławiu (od stycznia 1978 do maja 1980 był współredaktorem niezależnego pisma „Podaj dalej”). Należał też do NZS. W latach 80. działał w opozycji solidarnościowej. Po wprowadzeniu stanu wojennego został internowany na okres od 13 grudnia 1981 do 23 lipca 1982.
W latach 90. zasiadał w radzie miasta Wrocławia, a od 1998 do 2002 sprawował mandat radnego sejmiku dolnośląskiego I kadencji. W latach 1992–1993 w rządzie Hanny Suchockiej pełnił funkcję podsekretarza stanu w Ministerstwie Gospodarki Przestrzennej i Budownictwa. Od 1997 do 2000 w rządzie Jerzego Buzka zajmował stanowisko prezesa Urzędu Mieszkalnictwa i Rozwoju Miast.
Był członkiem zarządu Wrocławia (1990–1992) oraz dwukrotnie (w okresach 1994–1997 i 2002–2007) wiceprezydentem miasta. Pracował także jako pełnomocnik prezesa KGHM Polska Miedź. Zajął się prowadzeniem własnej działalności gospodarczej w zakresie konsultingu.
Od 1994 należał do Unii Wolności, od 2001 związany z Platformą Obywatelską (z jej listy bez powodzenia kandydował w 2001 do Sejmu i w 2006 do sejmiku województwa dolnośląskiego).
W 1996 był współzałożycielem Stowarzyszenia na Rzecz Promocji Dolnego Śląska, objął później stanowisko prezesa zarządu tej organizacji. W 2000 należał do inicjatorów Dolnośląskiego Certyfikatu Gospodarczego. Został członkiem Stowarzyszenia Wolnego Słowa.

## Odznaczenia
Odznaczony Złotym Krzyżem Zasługi (2001) oraz Krzyżem Kawalerskim Orderu Odrodzenia Polski (2007). Wyróżniony Srebrną Odznaką Honorową Wrocławia (2018).